# New Adventure Island
New Adventure Island (jap. 高橋名人の新冒険島 Takahashi Meijin no Shin Bōken Jima) – komputerowa gra platformowa stworzona przez Now Production i wydana przez Hudson Soft w 1992 roku. Jest jedyną grą z serii Adventure Island na konsole TurboGrafx-16.